# Lucha eterna
Lucha Eterna es el segundo álbum de la banda chilena de rap metal 2x. Entre sus temas más destacado está "Por medio de Terror"
El disco fue lanzado con un error de diseño, específicamente en el orden de los temas en Suena en la Densa y Cerdo Swagart. Según el orden del disco en la edición del 2003, el tema N.º 8 se indica como Cerdo Swagart pero en realidad Suena en la Densa y viceversa. 
Lucha Eterna se reeditó en 2017 con un arte completamente diferente. La carátula representa la idea original con la cual se pensaba lanzar en el 2003, sin embargo por presiones del sello Warner Music Chile, cumplir plazos de lanzamiento se editó con un arte alternativo.

## Lista de canciones
1. Por Medio De Terror
2. No Kiero +
3. CV-
4. No Vamos A Ceder
5. No Seremos Mas
6. Pa' Elante
7. Esta En Nuestras Manos
8. En La Densa
9. Cerdo Swagart
10. Lucha Eterna

- Datos: Q5982012